# Hartevelt & Zoon
Hartevelt & Zoon (later: Distilleerderij "De Fransche Kroon", v/h Hartevelt & Zoon) is een voormalige jenever-distilleerderij in Leiden, die tussen 1780 en 1968 actief was.

## Familie Hartevelt

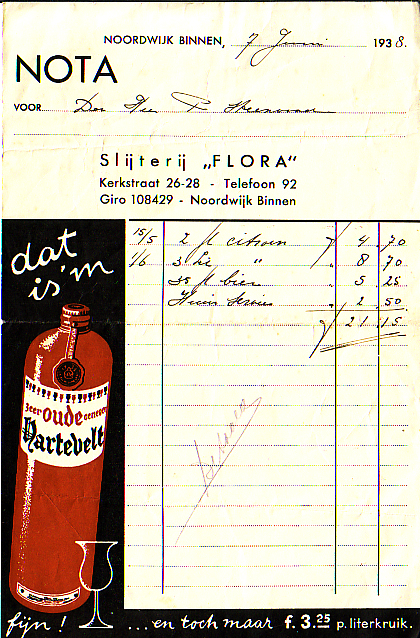
Slijterijnota met reclame voor Hartevelt Zeer Oude Genever, ca. 1938

In 1734 kocht Willem van Aken een suikerraffinaderij op aan de Langegracht te Leiden en begon in De Fransche Kroon een distilleerderij. In 1780 kocht Abraham Harteveld (toen nog met een "d" geschreven) dit bedrijf en gaf het zijn naam. Na het overlijden van Abraham Harteveld in 1793 kwam het bedrijf aan zijn zonen Adrianus en Joannes, respectievelijk geboren in 1759 en 1764. De onderneming kende daarna een periode van expansie en kwam tot grote bloei. Op 21 oktober 1915 vierde Jacob Hartevelt Abrzn. zijn zilveren jubileum als hoofd van de firma. Kort daarna, op 2 november 1917, overleed hij. Hiermee verdween de laatste van het geslacht van distillateurs, dat sinds 1780 onafgebroken het bedrijf had geleid. Op 15 juni 1918 werd de firma een NV.

## Overnames
De vanouds bekende naam Hartevelt & Zoon bleef bestaan in de naam Distilleerderij "De Fransche Kroon", v/h Hartevelt & Zoon. De weduwe bracht o.a. de distilleerderij De Fransche Kroon in. Jacob Schots Jacobszoon, eerder procuratiehouder in de firma, werd tot directeur benoemd.
In 1926 vond een overname van "Prost & Co" te 's-Hertogenbosch plaats, die ook likeuren in het assortiment had. Vanaf dit moment bood ook Hartevelt deze aan. Binnen Leiden werd een scherpe jenever aangeboden, daarbuiten de veel zachtere 'Prima'.
In 1930 introduceerde men "Zeer Oude Hartevelt", die tot na de Tweede Wereldoorlog het belangrijkste product van Hartevelt zou blijven. Vanaf 1931 was L. Verkoren directeur en C. Christiaanse adjunct-directeur en begon ondanks de economische depressie een aanzienlijke expansie. Zo werd "Wijnkoperij De Coch en Cleveringa" uit Groningen overgenomen. Met hun vergunning kon voortaan ook gedistilleerd in hoeveelheden onder de tien liter aangeboden worden.
Diverse lokale concurrenten werden overgenomen waaronder "T.H. Ritman & Co.", eveneens gevestigd op de Langegracht, in 1935. In 1948 volgde "J.H. Hoogstraten", gevestigd aan de Lange Mare en in 1949 bitter- en elixerfabrikant "Benschop", aan de Hogewoerd.

## Overname door Bols
Na de pensionering van Verkoren en de dood van Christiaanse werd in 1953 dhr J.K.H. van Dam directeur. In de jaren 1960 was Hartevelt de derde gedistilleerdfabrikant van Nederland met een marktaandeel van zo'n 10% en circa 100 man personeel. De grootste fabrikant, Bols (ca. 50%), had net plannen gerealiseerd voor een nieuwe en zeer ruime locatie in Nieuw-Vennep, ruimte die Hartevelt in de Leidse binnenstad ontbeerde. Bovendien had Hartevelt moeite om kapitaal te vinden doordat het nog een NV was. Begin 1968 gingen de aandeelhouders akkoord met een voorstel van De Erven Lucas Bols tot aandelenruil. Het aandeel van Bols in de markt nam hierdoor aanzienlijk toe.
Vanaf de jaren 1980 groeide Hartevelt uit tot Nederlands grootste jenevermerk.

## Producten
- Hartevelt Vieux Delin
- Hartevelt Berenburg
- Hartevelt Citroen Brandewijn
- Hartevelt Citroen Jenever
- Hartevelt Jonge Jenever Cola
- Hartevelt Leidsche Jonge Jenever
- Hartevelt Prima Jonge Jenever